# Придорожній заклад (фільм, 2024)
«Придорожній заклад» (англ. Road House) — американський бойовик 2024 року режисера Дага Лаймана за сценарієм Ентоні Багароцці та Чака Мондрі. Ремейк фільму «Придорожній заклад» 1989 року. У головних ролях: Джейк Джилленгол, Даніела Мельхіор та Конор Мак-Грегор (дебютна роль у повнометражному кіно).

## Синопсис
Колишній боєць UFC у середній вазі влаштовується викидайлом у придорожньому закладі на Флорида-Кіс. Проте йому доведеться мати справу не тільки з п'янчугами та місцевими хуліганами, але й з організованим кримінальним угруповуванням.

## Акторський склад
| Актор             | Роль         |
| ----------------- | ------------ |
| Джейк Джилленгол  | Елвуд Далтон |
| Конор Мак-Грегор  | Нокс         |
| Даніела Мельхіор  | Еллі         |
| Джессіка Вільямс  | Френкі       |
| Лукас Гейдж       | Біллі        |
| Біллі Маґнуссен   | Бен Брандт   |
| Даррен Барнет     | Сем          |
| Post Malone       | Картер       |
| Дж. Д. Пардо      | Делл         |
| Жоакім ді Алмейда | шериф        |

## Виробництво

### Розробка
У листопаді 2013 року компанія Metro-Goldwyn-Maye розпочала роботу над фільмом, режисером якого став Роб Коен, а сценаристом Майкл Стоукс. У вересні 2015 року Коен і Стоукс залишили проєкт, а Ронда Раузі була обрана на головну роль. Зйомки планували розпочати наступного року. Наступного місяця Нік Кассаветіс приєднався до фільму як сценарист і режисер. Проєкт було призупинено до листопада 2021 року, коли MGM розпочала нову спробу: з Джейком Джилленголом у головній ролі, та Дагом Лайманом у ролі режисера. Студія визначила найвищі пріоритети розробки цього фільму, попри зайнятість Джилленгола та Лаймана роботою над «Перекладачем» та «Еверестом» відповідно. До серпня 2022 року Шелдон Тернер переписав сценарій. Зрештою, Багароцці та Мондрі стали авторами остаточного сценарію.

### Кастинг
У серпні 2022 року проєкт отримав «зелене світло» від Amazon Studios, яка придбала MGM п'ятьма місяцями раніше. Даніела Мельхіор, Біллі Маґнуссен, Конор Мак-Грегор, Гбемісола Ікумело, Лукас Гейдж, Ханна Лав Ланьє, Тревіс Ван Вінкл, Б. К. Кеннон, Артуро Кастро, Домінік Коламбус, Бо Напп і Боб Менері доєдналися до акторського складу разом із Джилленголом. Жоакім ді Алмейда, Даррен Барнетт, Кевін Керролл і Джей Ді Пардо були додані до акторського складу пізніше цього ж місяця.

### Зйомки
Зйомки почалися в Домініканській Республіці 23 серпня 2022 року. 3 березня 2023 року Джилленгол зняв сцену з колишнім бійцем UFC Джеєм Гієроном на MGM Grand Garden Arena у Лас-Вегасі. Сцена була розіграна перед уболівальниками, які були присутні на події, серед яких були президент UFC Дейна Вайт та інший постійний персонал UFC. Сцена виходу на ринг за участю Джилленгола була знята під час антракту.

## Музика
Музику до фільму мав написати Фолькер Бертельманн. У січні 2024 року було оголошено, що Бертельман покинув проєкт, а Крістоф Бек став новим композитором фільму.

## Випуск
Прем'єра фільму відбулася на South by Southwest 8 березня 2024 року, а 21 березня 2024 року Amazon MGM Studios випустила його на Prime Video.

## Сприйняття

### Відгуки критиків
Станом на 30 березня 2024 року, на вебсайті агрегатора рецензій Rotten Tomatoes 59 % зі 179 відгуків критиків є позитивними із середньою оцінкою 5,6/10. Консенсус критиків вебсайту говорить: «„Придорожній заклад“ оновлює культову класику для нового покоління, вдало відтворюючи акцент оригіналу на невибагливій історії „про м'язи“, а не на розповіді для мозку». Metacritic, який використовує середньозважену оцінку, поставив фільму оцінку 58 зі 100 на основі 45 критичних відгуків, вказуючи на «змішані або середні» оцінки.